# 水卜麻衣奈
水卜 麻衣奈（みうら まいな、8月26日生）は、日本のAV女優。クルーズグループ所属。

## 略歴・人物
2018年にAVデビュー。
趣味・特技は映画鑑賞、お菓子作り。
2023年7月24日週、FANZA動画フロアランキングにて、出演した『【VR】●●大学TENNISサークル合宿旅行VR ～忘れられないひと夏の乱交な YOASOBI 2O23～』（unfinished VR）が1位を記録。

## 出演作品

### アダルトDVD
- 放課後少女 4人目（7月29日、唾鬼）※「澤部ふみな」名義
- 高円寺で見つけた敏感イキまくり美少女がAVデビュー（8月25日、豊彦）※「楠木かりん」名義
- マジックミラー号 中イキ未経験の高学歴JDがポルチオ直撃“上体反らし寝バック”ではじめての赤面絶頂オーガズム! 子宮もみほぐしマッサージで全身がトロけバカになるほど豹変イキ!! 10人中10本番!（9月6日、SODクリエイト）※「麻紀」名義
- 一般男女モニタリングAV 2人っきりの密室で男女の友達同士が性のお悩み相談 大学で一番可愛い女子大生とデカチンすぎて断られ続けて未だに童貞の男友達が筆おろしミッションに挑戦! 2 彼氏よりも大きいチ○ポに驚きながらも好奇心で優しく受け入れたオマ○コは即座に大絶頂! イッても止まらない抜かずの童貞がむしゃら巨根ピストンで何度ものけぞりイキ 合計57回!!（9月19日、DEEP'S）
- 嬲り撮り3Pセックス 真面目に見える制服美少女は、セックス中毒の超淫乱で、チ○ポ狂いのフェラ優等生（9月25日、オーロラプロジェクト・アネックス）
- 放課後少女 メスブタ夏休み編（9月30日、唾鬼）※「澤部ふみな」名義
- 学校帰りの真面目そうな女子○生がはじめての失禁おもらし体験!? 赤面しつつも垂れ流すおもらしの快感にJ○感度も急上昇! おしっこ&ハメ潮ダダ洩れ赤面セックス!! おもらし潮合計49発!!（10月12日、DOC）※「あや」名義
- 就職活動女子大生生中出し面接 Vol.003（10月12日、S級素人）
- 露出願望に憑りつかれた制服の蕾（10月13日、オーロラプロジェクト・アネックス）
- ドキュメンTV×PRESTIGE PREMIUM 家まで送ってイイですか? 23（10月19日、プレステージ）※「かな」名義
- 目の前で俺の彼女をハメてくれ。(アナウンサー志望です。興奮すると腰を振ります。)（10月25日、ダスッ!）
- ヒーロー凌辱 〜美しきガーベラ 偽りの命乞い〜（10月26日、GIGA）
- そのプリンっと突き出したお尻にノックアウト!! 超美尻いや神尻の義姉にバックで何度も中出ししちゃったボク!! 突然出来た義理の姉は可愛くて超美尻!!しかも無防備だからパンチラしまくり!!当然、ボクは勃起しまくり!! しかもしかもわざとなのか偶然なのか超美尻をボクの目の前に突き出しているから我慢の限界!! 気づいた時には義姉のパンツを下ろし何度も後ろから突き刺してしまいました!! 初めは嫌がっていた義姉だけど何度も中出ししてたら気持ちよくなったのか自分から求めるほどド淫乱女子に!! 逆に何度も求められました!!（11月7日、Hunter）
- 『私ってMなのかな?』 性に悩む制服J○が生まれて初めての緊縛固定バイブに挑戦! 恥ずかしい姿で緊縛され身動き取れないJ●マ●コに極太バイブをずっぽし挿入!! うねりあげるバイブの刺激でドМマ●コの痙攣イキが止まらずそのまま生デカチン連続中出しSEX! 合計13発（11月19日、DOC）
- 絶頂超敏感学生イキまくり生SEX（11月25日、豊彦）※「楠木かりん」名義
- 初めての極太ディルドで体ビクビク足腰ガクガク敏感おま○こトロトロ即イキ羞恥オナニー 制服女子編 2（12月1日、変体紳士倶楽部）
- 私立腿コキ学園 3（12月13日、アロマ企画）
- 放課後Wデート中の仲良しカップル限定! 人生初のカップル交換! 手コキ･フェラ･生ハメなんでもありの同室スワッピング連続射精バトル! 大好きな恋人の目の前で女友達の彼氏チ○ポをたくさん射精させれば賞金総取り! 初めての友達チ○ポで興奮してしまった女子○生は彼氏に悪いと思いつつも中出しセックスで大絶頂!! 射精総数18発（12月19日、DEEP'S）
- 保育園に就職したら男の保育士はボク1人!? 集団突き出しピタパン尻保育士に大興奮!! 忙しい園内を見渡すと、ヒップラインが強調されたパンツスタイルのピタパン保育士だらけでとにかくエロ過ぎる!そんな環境なので…勃起しまくり!勃起していたら当然、バレてしまい醜態をさらすハメに!だけど勃起をこんな想定外の場所で目撃した保育士たちはムラムラしはじめ、ボクのチ○ポを積極的に欲しがりだして…!?誘われるがままバックで挿入すると、普段の欲求不満が抑えられなくなった保育士たちは園児には絶対に見せられないエロい表情で何度もイキまくっていました!!（12月19日、Hunter）
- 全て新作撮り下ろし! 12痴漢連盟 7（12月19日、アパッチ）
- 初肛。 生まれて初めてのお尻。（12月25日、ダスッ!）

- 隣家に住む人妻のオナニーをスマホで盗撮しているのがバレてガン詰めされているのに勃起が収まらず絶倫デカチンの悩みを打ち明けると、、、 旦那が帰ってくる前までに計53発全中出しできた件。（1月1日、変体紳士倶楽部）
- 初めての極太ディルドで体ビクビク足腰ガクガク敏感おま○こトロトロ即イキ羞恥オナニー 制服女子編 3（1月1日、変体紳士倶楽部）
- 海でナンパしたカワイイ水着ギャル15名に一撃顔射しちゃいました!（1月1日、変体紳士倶楽部）
- 一般男女モニタリングAV そびえ勃つ! 柱ち○ぽ即ヌキ危機一発! しごいてしゃぶってヌキまくれ! 制限時間内に全てのち○ぽを射精させたら100万円! 素人女子大生がザーメンまみれでノンストップ射精SEX! 総発射48発!（1月19日、DEEP'S）
- 突然パンチラで挑発されてこっそりシゴいちゃった僕。 その17（1月25日、アロマ企画）
- あっちのマイクよりこっちのマイク!!! 超敏感激カワ美少女!! カラオケまね○ねこ店員 まいなちゃん（2月1日、AV）※「まいな」名義
- 逆夜這い民泊解禁（2月7日、SOSORU × GARCON）
- 『痴漢の逸材』 街で見かけた何の疑いもなく家にくる超ハードルの低いドスケベ娘を痴漢してイカセまくれ!!（2月7日、アパッチ）
- クリトリスの形までクッキリわかる! イキまくりパンツ越しオナニー 3（2月13日、アロマ企画）
- 互いを異性として意識していない大学生の友達同士は、二人きりの発情状況下で禁断の関係になってしまうのか? ガチンコサークル仲間で内緒の素股体験編（3月8日、赤面女子）
- 女子旅 011 女友達二人のプライベート自撮り撮影旅行ー。（3月15日、ゴーゴーズ）
- スク水妹と一緒にお風呂!! いつの間にか成長していた妹のふくらみに我慢できず勃起!（4月7日、Hunter）
- センズリ用 美少女のま○ことアナルと顔をドアップで見比べながらオナニーできるDVD（4月13日、アロマ企画）
- SUPER JUICY AWABI GODDESS No.3 拷問される美少女 聖激辱媚肉神（4月25日、Baby Entertainment）
- 尻肉と肛門に萌える（4月25日、1113工房/妄想族）
- このパンチラは200％誘ってるよな?! いや、でも妹の友達だし… でもめっちゃ可愛いしエロいし… 妹の友達が遊びにきたが妹は留守! なのに妹の友達は無邪気にパンチラ丸見え! 「ヤバイ! これ以上二人きりでいたら…」（5月9日、SOSORU × GARCON）
- 目指せ 賞金100万円 二人三脚ツイ○ターゲーム（5月19日、ATOM）
- 丸出しストリップ・ダンス・ショーへようこそ（5月25日、1113工房/妄想族）
- ｢お兄ちゃん、もしかして私のこと避けてるでしょう?｣ ｢バカその逆だよ! どストライクなんだよ(※心の声)｣ 2（6月19日、Hunter）
- 一軒家追いかけ回し連続中出し痴漢2 1人増量 Ver（6月19日、アパッチ）
- 極道トラブルNTR 2019 妻は単身で組事務所に謝罪に行くも手打ちにしてもらう条件にそこの若い衆チンピラとセックスさせられ真珠入りのチ○ポで寝取られていた話 「奥さんよぉ息子にどんな教育してるんだい? 誠意を見せてもらおうか?」（6月19日、熟女はつらいよ/熟女卍）
- 自宅に呼んだマッサージ嬢がオバサンかと思いきや、まさかのめちゃ若くてしかも可愛いんです! 笑顔でマッサージしてくれる姿がまあ素敵で、当然ソソられているとパンツのキワキワをニッコリ攻めてくるんです! ダメだ勃起してしまう!（6月20日、SOSORU × GARCON）
- ガチンコ中出し! 顔出し! 人妻ナンパ 豊洲パチンコ店編（6月22日、ビッグモーカル）
- 軽蔑した顔でおパンツ見せながら挑発して欲しい（7月13日、アロマ企画）
- 制服インモラル 美少女変態性欲情時代（7月19日、シネマジック）
- 一般男女モニタリングAV 仲良し○校生男女が挑戦! 授業中の教室で先生にバレずに友達のチ○ポ全部ヌく! ヌけばヌくほど増えていく賞金につられて過激にエスカレートする男子の要求に応えてクラスで一番可愛い女子○生が手コキ→フェラ→セックス! 先生の目を盗み最後は生中出し!!（7月19日、DEEP'S）
- 10分で2度抜き手こきサロン 2（7月25日、アロマ企画）
- 女子○生 アルコールたんぽん強制泥酔イキ地獄（8月7日、アパッチ）
- いやらしくパンティが食い込んだふっくらお尻とぷくまんを観察（8月13日、アロマ企画）
- オジサンになんて見向きもしないイマドキのJ○をナンパして2人きりに持ち込んでおバカなアへ顔をGETする! 9名J○動画 240分（8月27日、MERCURY）
- 超絶イラマチオで何度も何度も強引に口内発射! 人生絶望堕ち無抵抗女にさらに何度も中出し! 被害者6人!（9月7日、アパッチ）
- 身近な生活空間で手の綺麗な人っていますよね?そんな人たちに日常空間で手コキされたら異常に興奮すると思うんですけどあなたもそう思いませんか?（9月13日、ヒメゴト）
- ニーハイ×ミニスカ女子にモテまくりでヤリまくり!! ボクが入った学校は昨年まで女子校で今年から共学になった!!（10月7日、Hunter）
- 2画面で見るパンティの濡れゆく過程が良くわかる 濡れ染み本気オナニー（10月13日、アロマ企画）
- 女子●生 敏感乳首こねくり回しセクハラ身体測定（10月19日、アパッチ）
- 募集広告で応募してきた某局アナウンサー激似! ○トちゃんの巨乳（10月29日、SEX MACHINE）
- 「セックスしようよ」トロリとした視線で、彼女は囁いた…。クラスのマドンナがエロ誘惑!!オドオドしてたらいつの間にか童貞喪失!?。（11月1日、OFFICE K'S）
- 超ドUPアナル観察（11月1日、OFFICE K'S）
- 男をいびるのが大好きなワガママS痴女たちといいなりM男の王様ゲーム（11月7日、犬/妄想族）
- 全身ドロドロ汁だくザーメン痴漢（11月7日、アパッチ）
- 中出しブルマん娘 麻衣奈（11月14日、フェチ眼）
- 制服の割れ目に無慈悲にくいこむ股縄責め（12月7日、シネマジック）
- 一般男女モニタリングAV 素人大学生の性欲徹底検証 朝までエッチしなければ賞金10万円! 終電を逃した男女の友達はラブホテルで2人っきりになったら1発10万円の連続射精セックスに挑戦してしまうのか!? 7  彼氏がいてもラブホテルのエッチな雰囲気に呑まれた女子大生オマ○コが男友達のフル勃起チ○ポを生挿入で人生初の中出しセックス!!（12月7日、DEEP'S）
- いつも真面目なあの子はソソるお漏らし女子社員 ある日、真面目なあの子が体調悪かったのか失禁しているのを見てしまった。それ以来彼女はボクの言うことを何でも聞いてくれる俺専用女秘書。今日も恥ずかし羞恥お漏らしをさせた後、彼女の口とマ○コで…。（12月26日、SOSORU × GARCON）

- ボクの家はクラスの女子たちの溜まり場でパンチラ天国!!（1月7日、Hunter）
- 馬乗りで唇奪われディープキス強要され続けながらバキュームフェラでち○ぽ吸い尽くされる その3（2月13日、アロマ企画）
- 全裸聖水飲ませ（3月7日、犬/妄想族）
- ボクの家を溜まり場にするクラスの女子に睡眠薬と媚薬を投与して集団発情中出し!!（3月7日、Hunter）
- いつも指しか使わない私が最新アダルトグッズでオナってみた!（3月15日、プリモ）
- ほろ酔い女子社員 顔がいい若手社員限定! 男上司がガードの固い女部下をプライベートでガチ口説きするほろ酔いハメ撮りSEX映像 酔うとドスケベ女子社員4名240分（3月26日、SODクリエイト）
- 一般男女モニタリングAV 素人大学生限定 友達同士の男女がザーメン20mlを溜めるまで出られない密室からの脱出に挑戦! 4 女子大生が男友達を射精させるために恥じらいながらも手コキ・オナホコキ・フェラ・セックス! 何発出しても萎えない友達チ○ポと大量の精子を目の当たりにして思わず濡れる女子大生マ○コは性欲のままに何度も生挿入で連続中出し! 4（4月7日、DEEP'S）
- 赤面ブルマー女子とプニュプニュ気持ちが良いセックスをしちゃいました! 女子のブルマーに悪戯して穴を開けてやると…その穴から尻肉がはみ出した女子は大慌て! その場にいた僕は恥ずかしがる女子に、君のせいで勃起しちゃったよ、と勃起チ○ポ見せつけ!（4月9日、SOSORU × GARCON）
- 七瀬ひなの新米魔法使いはサキュバス!? ブリブリ魔法少女はザーメンごっくんするとヤンキー気質?な悪魔に変身するんだぜ!!（4月25日、アロマ企画）- 主演は七瀬ひな。水卜は脇役出演。
- センズリ用 シコシコしながらじっくり見れるおま○ことアナル 2（5月7日、アロマ企画）
- 電マ限界イカせインタビュー 100イキ潮ラッシュ（5月15日、プリモ）
- 可愛い女の子がペニスバンドを装着! 一緒にシコシコしながらオナニー指示してくれるDVD（6月13日、アロマ企画）
- ワンチャン!!! ハプニング起きまくり合コン［第一回］ 性格良くてエロい子を集めてもらって飲みまくりヤリたい放題（7月7日、ティーチャー/妄想族）
- 四つん這いのお尻の穴の収縮とシワの本数までバッチリ分かるアナルひくひくオナニー（8月19日、アロマ企画）
- SOD女子社員 元気ハツラツな若手AD女子社員が働くAV撮影の舞台裏大公開! 実は現場で男に犯されてメスイキチ●ポ堕ちしちゃってました♡（8月27日、SODクリエイト）
- 放課後【裏】バイト 女子○生7名（9月27日、MERCURY）
- ミニスカM字開脚でマウントとられながら雑巾絞りオイル手こきでヌルヌルち○ぽ弄ばれ続ける（10月7日、アロマ企画）
- うちの娘、家ではブラジャーを着けないので、父としてはちょっと困ってます… 麻衣奈ちゃん（11月24日、思春期com）

- 男湯で出会った痴女っこ4 突然のベロちゅうと抱っこSEXで迫られ我慢できず何度も膣射（3月25日、ナチュラルハイ）
- 幸運をもたらす伝説 座敷童子が出るという旅館で実況! そして金縛り…（4月7日、東京スペシャル）
- フトモモに顔を埋めたい衝動、太腿で顔を挟まれ落とされたい願望（4月19日、アロマ企画）
- 真面目そうな女の子ほどやることをやっている… 麻衣奈ちゃん（4月20日、思春期com）
- あなたが会社に行ってる間に… お義父さんが… 私の中へ 「息子のじゃ満足できんだろ? コレでどうじゃ」（4月25日、レッド）
- エッチな女子○生の濡れ染みパンチラオナニー（5月19日、アロマ企画）
- おマ○コの中で蠢くローターの振動をボクのチ○ポに伝えるパンティ素股（5月19日、アロマ企画）
- ブラコンの姉に無限イキ地獄を味合わされたボク…。（5月19日、Hunter）
- 夜行バスで声も出せずイカされた隙に生ハメされた女はスローピストンの痺れる快感に理性を失い中出しも拒めない 女子○生限定 7  精子を欲しがる発情娘SP（5月20日、ナチュラルハイ）
- ヌードデッサン 漫画家志望の女の子 カリ首や裏スジを見せてください!（5月25日、レッド）
- つけ爪でコリコリこりこり刺激され続ける超絶睾丸回春サロン（6月7日、アロマ企画）
- 制服少女が部屋で1人きり… 秘密の自慰をこっそり隠し撮り 声を漏らして快感に没頭する無防備オナニー盗撮 美少女10人220分（6月13日、無垢）
- いやぁね、そんなに欲しいのであれば… のぞき見住職 自慰行為を盗撮された未亡人（6月25日、レッド）
- ストレス発散! 脂肪燃焼! さぁ 大きく息を吸い込んで… 暗闇ボクササイズ （6月25日、レッド）
- 密室痴漢 2  逃げ場なく強引にイカされ抵抗できず犯られる女たち（7月8日、ナチュラルハイ）
- 無垢なロリっ子痴女に翻弄される僕。（7月13日、アロマ企画）
- JOI エロい体を見せつけやらしい言葉でオナニー指導（7月25日、アロマ企画）
- 清楚だけどドスケベ体質な金融系OLさん あざと可愛い女子が絶倫デカチ○ポでトロトロに堕とされる（8月1日、リコピン）
- ドM女子変態飼育 性玩具本能 女子大生Mさんの場合（8月1日、中嶋興業）
- 「教室で何してんの? キャンプ? ウチらもやっちゃう?」 狭いテントで密着濃厚SEX! 女子5人に男はボク1人のドキドキ青春!教室キャンプ! BBQ、肝試し、中出しも… 一生忘れられない思い出になりました!（8月7日、Hunter）
- これ飲んで休んでください… 盛られたレイプドラッグ!「私… 何かされたかもしれない…」（8月7日、東京スペシャル）
- 『マイクロビキニでロリ系着エロ撮影会』に初めて参加! ソソられまくりドキドキハアハアで撮影していると、彼女も撮影会は初めてらしく俺の興奮が伝染して興奮気味で恥ずかしがる。明らかに視線がエロくなってきたので、ダメ元で隠し持っていたローターで自慰をお願いすると… 本気でイクイクモード!! たまらずチ○ポを出すと大興奮で熱烈本気ファックにありつけました!!（8月12日、SOSORU × GARCON）
- マゾ勃起乳首パイパンJDに変態インストール覚醒ダッチワイフ 水卜麻衣奈（8月25日、AVS collector’s）
- 偉そうな女に制裁 俺の肉棒! 「うおっ… こんなに効くんだ…」（8月25日、レッド）
- プロテインに仕込まれた罠! 女肉体改造計画 締めはコレでグイッといきましょう!（8月25日、レッド）
- こんな野外で?! 顔射後も止めない突然の笑顔しゃぶりで連続2回おねだり女子○生 7（8月26日、ナチュラルハイ）
- わたしとおじさんの不純な性交（9月7日、FAプロ）
- 痴漢夏祭り2021 中出しスペシャル ～海の家、キャンプ、浴衣電車、ナイトプール～（9月9日、ナチュラルハイ）
- 「勉強がんばるからエッチなこと教えて欲しいです…」 真面目な女子○生が家庭教師のボクにエッチなお願い! 勉強とエッチの両方を教えることになったボクは、だんだん理性を失っていき…（9月14日、Hunter）
- 「ダメお兄ちゃん」「違う! 今はご主人様だろ!」メイドカフェで働く事になった義妹がボクとセクハラ接客練習! 反応しまくる義妹に萌え萌えキュンです!（9月14日、Hunter）
- 冷凍精子が底をつき… 子宮腔に精子を注ぎ込まれた人妻 「旦那以外のチ○ポを入れるなんて…」（9月14日、東京スペシャル）
- とあるヲタクの活動記録 12（9月21日、CP田園/妄想族）
- 軽い気持ちで本場のファックマシン試してみたら、想像以上の威力でガチイキしちゃった女の子たち（9月21日、タマネギ/妄想族）
- ウブなフリでオヤジ達を魅了する女達… 援交オジさんの巨根 イキまくってるの… バレてるよ（9月28日、レッド）
- 変質者に目をつけられた女達! スタンガンレイプ マンスジしゃぶってあげるからね…（10月12日、東京スペシャル）
- 手足を拘束され目隠しされてる男に遭遇したお姉さん、縛ったままでチ○ポや乳首を弄りまくる!（10月19日、アロマ企画）
- 10分で2度抜き手こきサロン 4（10月19日、アロマ企画）
- 痴女美少女お届けします。水卜麻衣奈（11月5日、ONE MORE）
- 罠に落ちたアルバイト 職人に憧れた女 「目の前で乳プリンプリン尻プルンプルン揺らしやがって…仕事になんねぇよ!」（11月9日、東京スペシャル）
- ニーハイ女子のチ○ポ踏みつけ足こき 2（11月16日、アロマ企画）
- 家出女子●生を拾う。僕だけの性処理玩具として育てていく。Vol.001（11月16日、ゾクゾク娘/妄想族）
- 自宅に営業にやって来た美人セールスレディを高画質盗撮生セックス またまたAV発売（11月16日、カルマ）
- すべすべで良い香りのするお姉さんの腋で僕のザーメン受け止めてくれますか?（12月7日、アロマ企画）
- 竿を雑巾絞りトルネードでヌルヌルしごき続けながら亀頭を咥えこんでジュルジュルしゃぶり続ける最強の搾精フェラチオ（12月7日、アロマ企画）
- 都内某有名スーパーマーケット店長撮影 万引きした美人妻にデカちん20cm砲悪徳エロ店長が中出し折檻する動画 3（12月21日、カルマ）
- ナチュラルハイ年末スペシャル 忘年会痴漢（12月23日、ナチュラルハイ）
- 仕掛けられた盗撮カメラ 鬼畜清掃員の日課 「気持ちイィ～やめられねぇ～この仕事!」（12月28日、レッド）
- バカにされた客の怒り! 罠にハマった田舎娘! 内覧中に強姦された女達… 「二人っきりって事は… そういう事だよ」（12月28日、レッド）

- 衝撃流出! 当直で一人の美人看護師をターゲットに、突然襲い掛かりクロロフォルムで昏睡状態にして大量中出しレイプした動画（1月18日、カルマ）
- 非現実的妄想劇場 アナタの願望叶えます! 「時間よ止まれ!」もしも… 時間を止められる超能力を使えたら? 美人OLさん、制服美少女と美人教師、白衣の天使看護師さんに美女アスリート! 時間止めまくりでた～っぷり中出ししちゃうぞ!編（1月18日、カルマ）
- 祓いましょう… このままだと危険です…  取り憑かれた女たち 「肉棒で追いはらい性液でしっかり清めますからね～」（1月25日、レッド）
- 貴方は本当のクンニを知らない… セックスアドバイザー 「えっ! …夫のやり方と違っ… 我慢できないっ…」（2月8日、東京スペシャル）
- 都内某コンビニエンスストア店長撮影 万引きしたOLに肉体的制裁を加える映像 「会社の方に知られたくなかったら…わかるよねぇ?」 抵抗虚しく強制中出しされてしまう美人OLたち 5（2月15日、カルマ）
- 悪徳エロ医師盗撮 44 ○○産婦人科セクハラ診察（2月15日、カルマ）
- たちこめる湯気と罠 同僚を犯したい癖 ランチおごってあげるからね～（2月22日、レッド）
- 深夜潜入視姦からの～ 人妻キャンパーチャンネル 「俺が添い寝してやるよ…」（2月22日、レッド）
- ボクを見下すクラスの最低女に屈辱の仕返しマングリ拘束（3月8日、Hunter）
- 清純JDがヤリサー堕ちした記録 本当はいつも彼氏に一途な女子大生が大乱交にハマった一学期 水卜麻衣奈（3月15日、ABC/妄想族）
- 「そんなに溜まってるの? じゃ～ちょっとだけだよ」 情けないボクを放っておけない女子（幼馴染、会社の同期、バイトの後輩…）が一肌以上脱いでエロく慰めてくれた!（3月22日、Hunter）
- 中出しタイムリープ! 強引に中出ししてもあの日に戻って、無かった事にできる最高の能力!? それが分かったボクは気になる女子に中出しし放題!（3月22日、Hunter）
- 玄関開けたら即イラマ!! 突撃イラマ20人隊! 強制ごっくん20連発! 2（3月22日、Hunter）
- 女子トイレ盗撮 狙われた生徒と教師 「ヤラせてくれたら消してもいいよ」（3月22日、レッド）
- 画面外ならバレやしない! オンライン挿入会議 「具合悪そうですけど… 大丈夫ですか?」（3月22日、レッド）
- 『まだ発射しちゃダメだよ!』 童貞のボクの射精管理を楽しむ2人の小悪魔幼馴染はボクが我慢できずに大量発射したのを見た途端、興奮しはじめてボクのチ○ポを求めてきた!（4月12日、Hunter）
- 「姉ちゃんどうしたの?」看護師の姉が10連続夜勤の禁欲生活で狂ってしまい目の前にチ○ポがあれば弟だろうと強引に挿入!（4月12日、Hunter）
- むちむちの太腿と尻を好きなだけ触らせてもらえるミニスカ回春エステ（4月19日、アロマ企画）
- 中出し寸前に抵抗して抜けたチ○ポを何度もぶち込まれイキ狂いだす女の腰を押さえつけ逃がさない鷲掴み膣奥射精 2（4月21日、ナチュラルハイ）
- ビーチクJOI 乳首を責めながらオナ指示してくれる天使たち（4月26日、SEX Agent/妄想族）
- 美BODYメイク! ストレス発散! 暗闇エアロバイク 「いつもムッチムチぷりっぷりさせやがって… 限界なんだよ!」（4月26日、レッド）
- スタンガン! 誘拐! 拘束! 監禁! 彼氏の目の前で犯される女 「くそっ… 気持ちよくなんか… ならないしぃ… イクッ…」（4月26日、レッド）
- 乳首変形アクメオナニー（5月3日、ゑびすさん/妄想族）
- 「ねぇ～どこでどんな風にヤッたの? 私たちの体で再現してみて!」風紀を乱す淫らな行為の数々が耳に入ると取り締まるべく出動するヤリマン風紀委員会。（5月10日、Hunter）
- 噂のデカチン整体師のフル勃起チ○ポに発情する性欲旺盛スポーツ少女たち。スポーツ名門校の隣にあるボクが務める整骨院には疲労した身体を癒しにスポーツ女子たちが来る。ここ最近ボクを指名してくる子が後を絶たない。なんでもボクが「デカチン整体師」として校内で噂になっているらしい。興味本位で次々とボクの所へ少女がやってきて…（5月10日、Hunter）
- ヤリマン同級生のアナルをふやけるほど舐め回したら連続痙攣ひくつきイキ!（5月10日、Hunter）
- 「ずっと穴から見てたでしょう?」引っ越し先でのぞき穴を発見! 恐る恐る覗くと隣りの女がエッチの最中! ガン見していると目が合ってしまうが、むしろこちらに見せつけてくる様にはげしくイッてしまうお隣のお姉さん! 穴越しにボクに微笑み部屋を出ていったのでシャワーでも浴びに行ったのだと思ったらボクの家のピンポンが鳴り…（5月10日、Hunter）
- 「奥さん、こんな商品もお試しできますよ。」ネット通販が普及してる中、訪問販売が逆にアツイ!! 大人の玩具と生チ○ポまでたっぷりお試し頂きその場で生のレビューが聴けちゃう!? 中出しの保証にもう一本サービス! 真っ昼間から欲求不満な人妻と電マとバイブでWIN-WI～Nな関係 2（5月13日、ホットエンターテイメント）
- 試着室強制強●!? 採寸中にアパレル店員さんにデカチン見せつけなし崩し SEX（5月13日、グーニーズ）
- 「奥さんあったかいお茶でもいかがかな?」団地管理人による強●記録（5月13日、グーニーズ）
- 絵画モデル勧誘 ヌードデッサンモデルが昏睡レイプされるまでの一部始終（5月13日、グーニーズ）
- と～ってもスケベな美人ナースの妄想パンチラコレクション（5月17日、カルマ）
- 新商品に仕込まれた罠 あの女を犯したい… 「挿れたかったんだぁ～俺の肉棒」（5月24日、レッド）
- 襲われた現場スタッフ! アイドルの握手会 お前の顔覚えたから… 笑（5月24日、レッド）
- 素人女子のいろんな部分を舐めてみた（5月24日、SEX Agent/妄想族）
- 街角調査! ママ友たちに聞きました! 突然ですが、ご主人よりもサイズが大きいオチンチン18cmってどう思いますか?（6月10日、ホットエンターテイメント）
- 【投稿】サークル（大学生）遠征合宿 OB の忍び込み○睡レ●プ映像（6月10日、グーニーズ）
- 貧困女子 ハ○ーワーク 性器雇用面接実態レポート（6月10日、グーニーズ）
- 告発! 懲戒処分 不倫関係にある男女職員たちの我慢できずに県庁内でセックスしている暴露映像（6月10日、グーニーズ）
- 染み付きパンティでしごかれる僕（6月21日、ゑびすさん/妄想族）
- 強制ガンギマリ集団痴漢バス ～媚薬で感度が上がった体を何度もイカされチ○ポを求めだす中出し絶頂女～（6月23日、ナチュラルハイ）
- 「部屋から出てきて… お義母さんに出来ることなら何でもするから…」「じゃあ、コレ着てよ!」と引きこもりの息子が超セクシーな服を渡してきて言われるがままセクシーな衣装に着替える義母。そして引きこもりの息子にオナニーの道具にされる義母だったが、大量の精子をぶっかけられて逆に発情しだして…（6月28日、Hunter）
- 今、私のパンツ見たよね? 見せつけてるようにしか思えない脚の開き方でボクの勃起を誘発してくるエッチなお姉さんの思わせぶりなパンチラトラップ 2（6月28日、Hunter）
- 運に見放された男の八つ当たり とある易者の女 私… 本当の事言っただけなのに…（6月28日、レッド）
- 一般男女モニタリングAV×マジックミラー便コラボ企画 素人女子○校生が初めての黒タイツ素股体験! 直履き黒タイツ越しの敏感クリトリスを大人チ○ポで擦られ恥ずかしさと気持ちよさで濡れだしたキツキツオマ○コにデカチンねじ込み激ピストン!!（7月5日、DEEP'S）
- とある催眠術師の脳内麻薬 その悩みをセックスでぶち壊す!（7月8日、ホットエンターテイメント）
- 『こっそり挿れちゃう?』休み時間の教室で周囲にバレない様にロングスカートの中で挿入したがるエッチな小悪魔クラスメイト女子!（7月12日、Hunter）
- 「お兄ちゃんとずっとエッチしていたい」挿れたくなったら即セックス生活。朝から晩まで義妹とボクの部屋でセックス漬け!（7月12日、Hunter）
- 【淫語主観】働くナースの蒸れパンスト足臭嗅がせ手コキ治療（7月19日、ゑびすさん/妄想族）
- ヒプノスタイル 7 トンデモ脳イキSP 水卜麻衣奈 庄司ゆり（7月20日、トラウマアート）
- 夏休みの姪っ子たちの汗だく半裸乳首にフル勃起!「叔父さん乳首いっぱいイジってあげるね」姪っ子たちの小悪魔ビッチな乳首責めに何度も射精してしまいました。そんな姪っ子とヤリまくりの夏休み。（7月26日、Hunter）
- 海の俺の家。 昏睡の夏、日本の夏。（7月26日、レッド）
- 覗き無限ループ強姦 拘束され犯されてる女 「もう犯されてるんだし… 俺も…」（7月26日、レッド）
- デカ尻顔騎コキ（8月2日、ゑびすさん/妄想族）
- マジックミラー号 夏祭りだよ!! 花火大会へ向かうほろ酔い女子限定 赤面羞恥浴衣野球拳対決 超豪華6名収録全員SEX240分SP（8月11日、SODクリエイト）
- 隣人苦情 性欲が強い彼女とハッスル中に騒音苦情にやって来た隣人がチューやクンニのお手伝い 彼氏は中出し! 彼女は大満足! そして隣人は…?（8月12日、ホットエンターテイメント）
- 海の家のオーナーによるヤクづけ強姦事件映像 このアヘイキ顔AVにしちまうからな!（8月12日、グーニーズ）
- 【受付嬢凌辱!】 上半身は業務中 下半身はレ●プ進行中!! 気丈な振る舞い、献身的な対応の女性たち。 『声出すんじゃねーぞ! そのまま仕事をしとけ!』（8月12日、グーニーズ）
- 「当店新メニューの試飲をお願いします!」ネットカフェ○睡レ○プ 2 店長だった私はこうやって数々の女性客たちで性欲を解消してきましたが何か? 井○店編（8月12日、グーニーズ）
- 新設小悪魔マッサージで感じちゃった僕。その3（8月23日、アロマ企画）
- フェイスロックで腋舐め強要 & 乳首責めされながらチ○ポを弄ばれる（9月6日、アロマ企画）
- 同窓会で人妻になった初恋の女が胸チラやパンチラで誘惑してくる。トイレや宴会場の隣の部屋でドキドキSEX! お開きの後は夫が留守の彼女の家で…（9月8日、SWITCH）
- 「君か、君以外か。」人事部長のチ○チ○争奪!? 希望部署に配属されたい新入女子社員の逆3P中出し研修（9月9日、ホットエンターテイメント）
- 盗撮 摘発されたJ系バイトの耳かきリフレ裏オプ本番の実態!（9月9日、グーニーズ）
- ブラック企業!! 残業中の同僚たちのセックス盗撮映像集 意識のぶっ飛んだ社員たちはいたるところでセックス三昧!!（9月9日、グーニーズ）
- 驚愕! クレーマー謝罪!「効果がない!」と性欲増強クリームを訪れた美人OLに強要したら効果覿面で生ハメアヘ顔ナマ中出し（9月9日、グーニーズ）
- 寂しい時だけ思わせぶりな態度で甘えてくるけど、絶対にヤラせてはくれない小悪魔幼馴染と大逆転夜通しセックス!（9月13日、Hunter）
- 「やだ～ごめんなさい見えちゃってた?」可愛くてキレイでエロい乳首たち! ゴミ出し若妻のエロ乳首、部活女子のフレッシュ乳首、隣の部屋のお姉さんのセクシー乳首、クラスメイト女子のカワイイ乳首、奇跡のノーブラハプニング!!（9月13日、Hunter）
- 「ウチらがその性欲全部吸い取ったげる!」100人喰いのヤリマンたちも痙攣するほどイカされまくり! 転校して来た男子は性欲モンスターなんです! 将来が心配!（9月13日、Hunter）
- 怪奇派キャットファイト 水卜麻衣奈 庄司ゆり奈（9月26日、トラウマアート）
- 「いいんです! 学校でイジメられても。だって家に帰ればイジメっ子たちが絶対してない濃厚なセックスをイジメられっ子同士でしているから…」 放課後はボクの家でイジメ被害者同士で傷の舐め合いSEX!（9月27日、Hunter）
- えっ! 私には無理です! 受付AIロボット こん・にち・わ・あっ・あんっ（9月27日、レッド）
- ベロチュー + フェラチオ + 千手観音乳首弄りの4P性感プレイで60分間限界勃起キープさせられ続ける（10月4日、アロマ企画）
- 顔出しMM号 女子大生限定 ザ・マジックミラー 勝てば100万円! 負ければ即ハメ! 青空中出し野球拳! 親友の目の前で何度イってもやめないデカチン追撃ピストンで連続中出し!（10月4日、DEEP'S）
- 入院中にオナニーしようとしたらナースが邪魔しに来る!? 金玉パンパン、我慢させられ、食べ頃になった俺のチ○ポ。デカ尻で誘惑して、パクッと食べて大量ザーメン発射に歓喜のエロナース!! 2（10月6日、SWITCH）
- 部活のマネージャーは部員たちの性奴隷（10月11日、Hunter）
- 肉体労働と性欲 解放された女の股間 私… なんで抵抗できないの…（10月11日、東京スペシャル）
- 「何2人だけ楽しんでいるの？私も混ぜてよ!」 酔った義姉が女友達と一緒に狭いボクのアパートにやって来て川の字状態で寝てたら朝まで3Pの神展開!（10月25日、Hunter）
- おいっ姉ちゃん呼べよ 誘拐された姉妹母 次は… 母ちゃんかぁ（10月25日、レッド）
- おいおい大丈夫かこれ… 給付金詐欺を誘ってきた女 突きまくってやるからなぁ!（10月25日、レッド）
- 黒ストッキングの太腿で両手ロックされ乳首弄られ続けながら亀頭ふやけるまでち○ぽしゃぶられ続ける3P快楽地獄（11月8日、アロマ企画）
- 帰宅後30秒で『お帰り』からの即挿入! ボクの家が問題児女子生徒のたまり場になってしまい次々と教え子相手にハメまくり! 中出ししまくり! 2（11月8日、Hunter）
- 顔を見るのもおぞましい! 大ッ嫌いな変態エロ上司に何度もイカされ犯される美人OLレイプ動画（11月15日、カルマ）
- 膝上30cmの超タイトミニ×むちむちすぎるふともも×グラインド腿こき発射!!（11月22日、アロマ企画）
- のぞかれた女たち… デュオキャンプ はぁぁ… 当たりだなぁぁコレ（11月22日、レッド）
- あそこカラカラでしょう? 園芸教室 ほぉら奥さんのオマ○コ肥料あげるからね（11月22日、レッド）
- むちむち美尻 神ブルマ 水卜麻衣奈（12月8日、親父の個撮）
- パパ活○女強要性教育 変態飼育報告（12月9日、三和出版）
- 「スゴい気持ち良いよ! 私イッちゃう! (涙)」 ブラコン姉のうれし泣きイキ! 姉は極度のブラコンで超心配性でおせっかい!（12月13日、Hunter）
- 【ハメログ】パイパンスレンダーギャルにお酒を飲ませたらヤリマンオーラが全開だったのでそのままハメ撮りしちゃいました!（12月20日、チキチキカマー/妄想族）
- 個人指導と騙して化学実験室に連れ込み 即効性の睡眠薬を大量に混入した飲み物を飲ませ性交に耽るデカちんエロ教師の記録（12月20日、カルマ）
- 角オナで鍛えたスーパーロデオ騎乗位でボクは瞬殺! 人目を盗んでは股間を角に押し当て擦り付ける女子…。腰の動きも速さを増していきイキまくり!（12月27日、Hunter）
- まん毛はみ毛おっぴろげ ホテルで一緒になった嫌な上司 この女… 突きまくってやる!（12月27日、レッド）

- アニオタ幼馴染のコスプレ姿が妙にエロくて大興奮! 普段地味な幼馴染みのもうひとつの顔はボクの理性を壊す…（1月10日、Hunter）
- 都内某有名スーパーマーケット盗撮 悪徳エロ店長と万引きGメンに中出し折檻される美人妻（1月17日、カルマ）
- パンツごと挿入発射!「パンツの上からだったらおち○ちん挿れてもいいよ!」「本当に挿れていいの?」「パンツの上からだからね!」 パンツに大量発射でまさかの神展開 童貞が原因でイジメられて不登校! そんなボクを精一杯慰めてくれる超優しい幼馴染のパンツ越しに挿入!（1月24日、Hunter）
- 「仕方ないな～擦るくらいなら…」寝相が悪くいつもお尻丸出しで寝ている姉は全く起きない! イタズラ程度に触ってたら我慢出来なくなって尻コキ決行!（1月24日、Hunter）
- 妹は秒でやってくるボク専用セフレ! 可愛いけど顔を見たらさすがに妹と意識してしまう。だからセックスは常にバックでハメまくり!（1月24日、Hunter）
- うちの妻に限って… スケベ探偵物語（1月24日、レッド）
- 演劇部員の本物と本気 えっ… あっ… これヤバっ…（1月24日、レッド）
- バーチャル淫語ベロキス（2月7日、ゑびすさん/妄想族）
- 下品だとか上品だとか関係なく、エグイくらい水トさんを弄びたい（2月10日、光夜蝶）
- 「ワケあって妹のおっぱいを揉んでいます!」 胸にコンプレックスを抱える妹が理由を付けてはおっぱいを揉ませてくるんです…（2月14日、Hunter）
- KARMAナンパ隊が行く! 「優しく揉んで下さい…」 素人娘おっぱいもみもみインタビュー（2月21日、カルマ）
- 若妻がハマる媚薬オイルマッサージ。敏感になりすぎたカラダを欲しくなるまで焦らされもう限界! 痙攣エビ反り失禁メロメロオマ○コ鬼ピストン（2月23日、SWITCH）
- 女子○生妹の友達たちとAV鑑賞する事になってしまった童貞のボク。AVを初めて見た妹友は発情して『AVみたいなエッチがしたい』とまさかの大乱交!（2月28日、Hunter）
- 絶対に許さない… 町工場であった話（2月28日、レッド）
- 性裁します… マウントを取りたがる女たち 「結局… あんあん言うんだろ」（2月28日、レッド）
- くなった旦那の借金 今時… こんな事あるなんて 「娘だけは許してください…」（2月28日、レッド）
- 濃厚ベロチュー×トルネードオイル手こき×連続2回発射!!（3月7日、アロマ企画）
- 夫婦交換スワッピング! 「私の夫とあなたの奥さんが見てる前でおチ○ポ入れて」（3月9日、SWITCH）
- 街角調査! ママ友たちに聞きました! 突然ですが、ご主人よりもサイズが大きいオチンチン18cmってどう思いますか? 驚愕245min Delux（3月10日、ホットエンターテイメント）
- フェラチオ大好きぃ～ おしゃぶりギャルのイッてもやめない小悪魔痴女フェラ 射精ホヤホヤの敏感チ●ポをしゃぶり続けて連続発射ザーメン搾り 水卜麻衣奈（3月14日、犬/妄想族）
- おもらしまでする甘えんぼう女子に逆に甘えちゃった。（3月14日、ケチャラパチャラ/妄想族）
- 「またボクのシャツ着て… てか、ブラとズボンはどうした?」 いつも勝手にボクの服を着る妹がまたボクのシャツを…と、思わず二度見したらノーブラ! しかもズボンも履かずにパンツ丸見え! 思わずガン見でフル勃起!（3月14日、Hunter）
- 「覗いたんだから私たちのストレス解消チ○ポになってね!」 着替えを覗いたボクへのエロ過ぎる罰は最高だった! 欲求不満の女子陸上部とハーレム乱交!（3月14日、Hunter）
- バーチャル鼻舐め手コキ（3月21日、ゑびすさん/妄想族）
- 完全CFNM パンティー猿轡で乳首弄りされながらフル勃起ち○ぽしゃぶられ続ける。（3月28日、アロマ企画）
- 薬品を盗み高額転売… エロナースのお仕事  「お前…ワレメに太いの注射されても文句言えねぇよなぁ」（3月28日、レッド）
- もう… 我慢汁が限界 黒パンスト茶道部 「俺のオチ○ポでオマ○コ点ててやるよ」（3月28日、レッド）
- 女子ロッカーを盗撮し続けた部長 寿退社と俺の肉棒  「おまえのマン汁… 味見したかったんだよぉ」（3月28日、レッド）
- 『私…おち○ちん大好きなんだ』 いきなりこんな事、耳元で囁かれても童貞のボクには何も出来ない! 家で学校でオフィスで路上で囁かれて超勃起!（3月28日、Hunter）
- 素人娘の敏感勃起乳首イジり 1（4月1日、OFFICE K’S）
- プリ尻密着型メンズエステ！パンチラで誘われオイルまみれのデカ尻に焦らされすぎたチ○ポは収まりつかないよ 「お客様そんなに動いたらペニスがパンティ破って入ってきちゃいますよぉ♡」（4月6日、SWITCH）
- 『ねぇ… どっちで童貞卒業したい?』 クラスの一軍女子2人が持っていたコンドームをボクに差し出して勉強会がまさかの童貞卒業式に! 自宅で勉強会…のはずが、女子同士の下ネタトークやクラスのエッチ事情が話題になり、興奮した1人がボクに「おち○ちん見せて」と言って来た! すでに勃起していたチ○ポを見て発情したクラスメイト女子たち! ボクが童貞だと知ると、2人とも持っていたコンドームをボクに差し出し「どっちで卒業したい?」なんて言ってきたんです!!（4月11日、Hunter）
- 小、中、そして○校生の現在もアダ名が「博士」の貧弱なボク。そんなボクの自宅には、クラスの女子がAV見たさによくやって来る。でも、いざエッチなシーンを見たらモジモジしだしパンティ越しにもわかるくらいビショ濡れで恥ずかしい染みだらけ! AVガン見でマン汁だだ漏れ女子は、ボクのチ○ポを欲しがる…（4月11日、Hunter）
- プライベート ハメ撮り映像SP! 人妻の秘密公開! 公認生中出しの一部始終が流出!? 大容量4時間!!（4月14日、ホットエンターテイメント）
- 拘束されたガーリー女子をクリトリス責めしながら観察する（4月18日、アロマ企画）
- アナル丸見え逆座り尻＆M字開脚くぱぁマ●コ（4月18日、アロマ企画）
- 顔出し解禁!!  マジックミラー便 3分前まで女子○校生! ～2023年～ 卒業式直後に初めての素股編 総勢20人全員SEXスペシャル! ギンギンに勃起したち○ぽを赤面まんコキ! 恥じらいながらも濡れてしまった10代うぶオマ○コにヌルっと挿入で激イキ絶頂!! 2枚組10時間!!（4月18日、DEEP'S）
- 問題児とシングルマザー 田舎においでよ（4月25日、レッド）
- 盗撮したのがきっかけでした… 転売厨に店長が天誅（4月25日、レッド）
- 一般男女モニタリングAV×マジックミラー便コラボ企画 ギャルはチ○ポを見るとすぐにまたがるという噂は本当か!? 3 令和ギャルがフル勃起したデカチ○ポを生挿入してヤバすぎる腰振り騎乗位で連続中出し! …では足りず全員追撃2SEX! 発射合計12発（5月2日、DEEP'S）
- ♯超絶かわいいチアガール チアリーディーング部合宿（5月4日、素人39）
- 「私がエッチなこと教えてあげる」→「もうダメ! 動くのヤめて! 壊れちゃうぅぅ!」 いつも上から目線の幼馴染がボクの制御不能絶倫チ○ポに絶叫イキ! 可愛いけどいつも自慢ばかりの幼馴染がモテない童貞のボクにエッチの手ほどき!? 得意気にテクニックを披露する幼馴染… 挿入してないのにボクは何度も何度もイキまくり! それでも全然萎えないボクのチ○ポに興奮しだした幼馴染…、お互い我慢できなくなりついに挿入すると… 気持ち良過ぎてチ○ポは制御不能に! 全力ピストンで中出ししまくると幼馴染は絶叫イキが止まらず…（5月9日、Hunter）
- 子供だと思っていた義娘の風呂上がり姿が想定外にエロ過ぎて勃起! ある日ボクの事が大好きな義娘と二人暮らしになった… 手を出したらヤバいのに…! 義娘の風呂上がり姿に思わずフル勃起してしまったボク! そんな姿を嫁に見られて罵倒されてしまう。そして怒りにまかせて嫁が家を飛び出して…。義娘が責任を感じたのか「私のせいでママ出ていっちゃった? でもパパが好きだから…」と急接近!（5月9日、Hunter）
- 「どうして起きないんだ俺!」 幼馴染が目の前で親父に犯されているのに、怖くて目が明けられない! 父子家庭のボクを毎日起こしに来てくれる幼馴染に発情した親父は我慢できずに犯してしまう! その事をボクに知られたくない幼馴染は親父の言いなりで毎日ヤラれている… しかし、勇気がないボクは目が覚めても寝たフリするだけで… 起き上がる事も出来ず、今日も幼馴染が親父に犯されているのを見て見ぬフリ…（5月9日、Hunter）
- すんごい炉利、見っけ! ド田舎のクソ生意気な金髪ヤンキー娘ゆかぽん クソ生意気だけど、Hになると目がトロンしてフニャフニャになるツンデレなガキんちょにオジさん一同大興奮だしん（5月12日、First Star）
- 僕と肉欲な彼女と隣人の共同セックス! 彼女を満足させる為によがり声騒音で苦情にやって来た隣人を交えて3P突入 4時間DX（5月12日、ホットエンターテイメント）
- 異世界少女 監禁研究記録 水卜麻衣奈（5月16日、無垢）
- 立ちんぼギャルJ○ in都内某所××公園 親ガチャの末、爆誕したヤンキー娘は超敏感でドバドバ潮吹く発育途上のダ埼玉のドスケベ天使ちゃん（5月16日、キチックス/妄想族）
- 借金の形 母親に売られた娘たち…  「マンスジをなぞられても文句言えないんだよ」（5月23日、レッド）
- キレた男の嫉妬 生配信切り忘れ生中出し 恍惚とした状態がつづく…（5月23日、レッド）
- シェアハウス内の全てはみんなのもの! チ○コもマ○コも使い放題! バイもレズも! 性豪ビッチだらけのヤリモクハウス（5月25日、FALENO TUBE
- 超ミニスカでパンチラ誘惑してくる妹の友達、スカートめくりしてあげるとドMを匂わすクネクネ小悪魔 「お兄さんの熱いペニスがパンティ破って入ってきちゃうよぉ」（5月25日、SWITCH）
- バブみ全開! とってもかわいい保育士5名が童貞君の筆おろしに挑戦!? おっぱいチューチュー吸わせておチ●ポをよちよち甘やかし 母性溢れる授乳手コキで勃起した童貞チ●ポをそのまま5人の生マ●コにぬぷっ! ハーレム筆おろし連続中出しセックス!!（5月26日、赤面女子）
- 産後処女を奪われ一度イッたら長時間アクメで痙攣が止まらないイキッぱなしベビーカー妻 12（6月8日、ナチュラルハイ）
- 人事部長となりゆき逆3P研修 同僚OL竿姉妹SP（6月9日、ホットエンターテイメント）
- 女子率99%! ミニスカ × ニーハイ女子ばかりの学校で絶対領域パンチラに毎日フル勃起! 朝から始まって授業中、休み時間、放課後… 常にヤラれまくり! 毎日、金玉すっからかんになるまでカワイイ女子たちにヤラれまくり! 転校した先は女子生徒ばかりで男はボクを合わせて2人だけ…。中学時代モテなかったボクは下心全開で見えそうで見えないあの領域を覗いていたらわざと? 見せていたみたいで…当然フル勃起!! 勃起していたら当然バレて…（6月13日、Hunter）
- 「クラスのマ○コはボクのモノ!」催眠術でクラスの女子を集団催眠! ボクの言いなり! ヤリまくり! 中出ししまくり! ハーレム乱交状態!（6月27日、Hunter）
- 訳あり物件の訳 お前のワレメも訳ありB級品かぁ? 味見させてもらうよ…（6月27日、レッド）
- TOKYO2AM 06.まいな（7月18日、バビロン/妄想族）
- 現金100万を狙え! 脱衣クレーンゲーム! 獲れそうで獲れない目の前の大金に惑わされ気づけば全裸… 一発逆転を狙ってまさかの中出しセックス!! 素人女子大生編（7月18日、DEEP'S）
- 見せつけフェラからの他人棒ザーメンキッス（7月25日、SEX Agent/妄想族）
- 淫語主観見せつけオナニー（7月18日、ゑびすさん/妄想族）
- 暴かれた上の口と下の口 マスクの奥 そんなもんで守りやがって!（7月25日、レッド）
- なんでこんな事できるの… 借金をしたパートタイマーの母と娘 「おっ娘か大人のち○ぽの味を教えてやるか」（7月25日、レッド）
- 「私、暑いとお尻の汗と体の疼きが止まらないんです…!」 発情デカ汗尻女（8月8日、Hunter）
- ハイ! 酔ッパッピィー Maina（8月12日、MERCURY）
- 乳首開発カルトに洗脳調教された極小乳輪ギャル 水卜麻衣奈（8月22日、SEX Agent/妄想族）
- 顔で抜く!! 顔面ドアップ相互オナニー（8月22日、SEX Agent/妄想族）
- ドギースタイル痴女プレイ 四つん這いでひれ伏す男をいじめ抜く!!（8月22日、SEX Agent/妄想族）
- 偶然目にして思わずガン見していると勃起を誘発され理性が狂ってしまう無防備なパンチラ（8月22日、SCOOP）
- 『結局、私で童貞卒業しちゃったね我慢できなかったんだね?』『しかも中に出しちゃったね!』 童貞のボクが小悪魔幼馴染で嫌々【童貞卒業!】。（8月22日、Hunter）
- 『えっ挿っちゃった?』 布越し0.1mmのほぼゼロ距離誘惑してくる美人エステティシャン! お触り厳禁のメンズエステで勃起したらパンティ越しのアソコにチ○コを何度も押し当て偶然を装い誘惑してくる美人エステティシャン! 何度も何度も押し当てられているうちにグループなのかズボッと挿ってしまい… 2（8月22日、Hunter）
- 変態住職の巣窟 監禁された美人ジャーナリスト（8月22日、レッド）
- 出前配達員の奥さんとバイトの女の子 俺の事… 好きなんでしょ（8月22日、レッド）
- 一万年と二千年にひとりのサセコギャル まいりん（8月27日、MERCURY）
- 恥じらう素人娘たちの生おっぱいモミみまくり!! (5)（9月1日、OFFICE K’S）
- 完全CFNM 全裸ですけべ椅子に拘束され濃厚ベロチューしながら蟻の門渡りと亀頭をいぢわるに弄ばれ続ける（9月5日、アロマ企画）
- 満たされない人妻の種付けネトラレ 旦那の寝ている横で生交尾（9月7日、FALENO TUBE）
- ひとり女子旅ナンパ 上京ちゃんが毎度おさわがせします Episode9 feat.FALENOTUBE（9月7日、FALENO TUBE）
- 「鍵失くしちゃったからおじさんの部屋入れて!」 隣に住む鍵っ子姉妹とまさかの神3P! お隣さんはシングルマザーでいつも夜は部屋で2人きりの姉妹。（9月12日、Hunter）
- 中出しイチャラブ温泉旅行 水卜麻衣奈（9月21日、月刊彼女）
- 尻肉と肛門パラダイス（9月26日、1113工房/妄想族）
- 『気持ち良いところに当たってヤバ過ぎる!』 突然できた義姉がGスポット直撃型捕食騎乗位で連続爆イキ! だけでは物足りず精子が溢れるほど中出し強要!（9月26日、Hunter）
- 「えっ!? コレが実習?」 エステ専門学校に入学したら男はボク1人! 4 実習はタオル1枚の女子の体を触りまくり! ボクの股間は触られまくりでフル勃起!（9月26日、Hunter）
- カワイイ一軍女子たちがラブホ代わりに校舎（保健室、図書室、トイレ…）を使うから覗き & オナニーしまくり! でもバレてしまい… ボクがデカチンなのもバレて…（9月26日、Hunter）
- 保健室登校のボクが保健室で女子と2人きり! 保健室のベッドで無警戒にパンチラや胸チラする女子に日々悶々! 勉強どころではありません! そんなの見せられたら当然我慢出来るわけもなく勃起してしまうボク。必死に隠していたが結局バレてしまい保健室登校も今日で終わりかと思ったら…（9月26日、Hunter）
- なんで私が… こんな目に… 姉の学生ローン借金返済 シャブらされた女たち…（9月26日、レッド）
- 初めての責め体験でウブなのにノリ最高の女子大生たちがM男君のリアクションに連鎖発情しちゃってどスケベ痴女覚醒!! 全身の性感帯を刺激してチ○ポを徹底的にエロ遊び倒したら騎乗位ズボ挿入で気持ちイイ所に亀頭グリグリ擦りつけ中出しするまで終わらない生ハメSEX（10月10日、SCOOP）
- はい! 差し押さえ。 強制執行 あんたも! あんたの娘もな!（10月24日、レッド）
- 酒くさっっ… 奥さん部屋間違ってますよ 男には…やらねばならない時がある! 「ママ…? どこいったの」（10月24日、レッド）
- 『そんな声出したら彼氏にバレちゃうよ』 甘えた声で彼氏と電話中の義姉に怒りの寝バック鬼ピストンでチ○ポ堕ち!「ふざけんな!」とキレかけた義姉だが電話の向こうには大好きな彼氏! 普段からボクにキレまくっている義姉のマ○コは怒りとは逆に濡れまくり! 必死にこらえても漏れ始める喘ぎ声!! さぁ、いつまで本性を隠せるかな～?（10月31日、Hunter）
- 「一緒に添い寝してあげる!」 金欠義妹が超密着添い寝バイトをボクに提案! でも添い寝してたら義妹の無防備な乳首チラ… セクシーな太ももが…これは罠? しかし我慢できずに手を出してしまったら…（10月31日、Hunter）
- デカチン制裁! 塩対応パ●活超生意気娘を徹底的に理解らせた バックの途中でコンドームポイ! 何度イっても謝っても絶対許さない高速激ピストンで足腰ガクブル完全敗北! 泣きべそイキ!! 5  大人をなめ腐った円光娘4名（11月10日、赤面女子）
- スキニーガール『M』ハンティング! 水卜麻衣奈（11月14日、M男パラダイス）
- 「妊娠したくないだろ? 早く吸い出さないと」 姉妹にザーメン吸い取りクンニを教える義父。いつも好き勝手に中出しした後の処理は姉妹にさせています。（11月14日、Hunter）
- 「こんな大きいの挿れられたら、もう他のおち○ちん挿らない…」 デカチン義兄のチ○ポにハマって彼氏とのエッチが物足りなくなってしまった義妹!（11月28日、Hunter）
- えっ!? 本当に? 演技でしょ… 催眠術教室 こんな状況… 誰だって挿れるでしょ!（11月28日、レッド）
- 仕込まれたGPS つけられた母… ほらっ! どうせアンアン言うんだから!（11月28日、レッド）
- 1本のチ〇ポを空っぽになっても抜き続ける連続騎乗位ペニバン痴女 水卜麻衣奈（12月1日、FS.KnightsVisual）
- 変態Mパパを濃厚メスイキさせる天然小悪魔なパパ活痴女 水卜麻衣奈（12月5日、MEGAMI）
- ピアニストのごとき繊細で超絶な指使い! 極楽睾丸亀頭弄りで最高の射精!!（12月26日、アロマ企画）
- 幼い頃からずっと寄り添う様に生きてきた兄妹。特別な感情を抱きつつも我慢していた…が、兄の誕生日に親から明かされた真実… 2人は義理の兄妹だった……。（12月26日、Hunter）
- 汚部屋監禁物語 私、拉致されたみたいです。 犯されています…（12月26日、レッド）

- MGC ACT.5 MAX GIRLS COLLECTION 2024（1月2日、MAX-A）
- 一般男女モニタリングAV ラブラブカップル限定 影絵に挑戦! ドキドキ寝取られシルエットクイズ! 2  布越しに彼氏に見られているのに女子大生がデカチンSEXで生中出し!（1月23日、DEEP'S）
- 修学旅行で10人の可愛いクラスメイト女子と密着度200％大ハーレム乱交!（1月30日、Hunter）
- お前… 何だぁぁ! そのパンティーは! 監獄女学園（1月30日、レッド）
- みんな大好きメスガキッ!! まいな（2月1日、OFFICE K’S）
- 修学旅行でヤリマンギャルと同じ部屋になった地味気弱女子が無理矢理男子とセックスさせられて強制処女喪失（2月13日、Hunter）
- 「教室」・「図書室」・「夜の学校」いたる場所でM男を限界誘惑するささやきヤリマンJ??（2月27日、BAZOOKA）
- 玄関開けたら即手コキ!「ほら早くチ○ポ出して! 私がシコってあげるから」最高かよ! 朝から手コキでヌイてくれる優しくておせっかいな激カワ幼馴染!（2月27日、Hunter）
- お前のワレメはもう飽きた… 母ちゃん呼べや 誘拐された娘と母（2月27日、レッド）

### アダルトVR
2018年
- 欲求が抑えられなくなった現役女子大生 麻衣奈ちゃんと密着生中出しSEX（7月13日、RHB）
- 新少子化対策法可決! 初対面でいきなり恋に落ち即子作り! 街のお花屋さんで働く黒髪地味子で恥ずかしい屋のまいなちゃんと恥じらい初SEX（10月5日、KMPVR）
- キス★我慢決定戦 THE・DOCUMENT－ザ・ドキュメント－ 制限時間90分ほぼノーカット1本勝負!心を込めたガチ誘惑! 最後まで我慢出来たらゴム無し生★中出し! Vol.003（12月14日、KMPVR）

2020年
- 女性の体のパーツをじっくりガン見する 2（8月3日、1113工房VR）

2021年
- 【タッチ禁止! 本番NG】「ナカに出さないでぇぇ…」 健全マッサージ店で美乳エステ嬢に媚薬を使って【キメパコ!】 子宮口に【無許可で中出し】SEX  水卜麻衣奈（9月10日、こあらVR）

2022年
- 突然現れ速攻チン抜き!!! 精子まみれの舌でザーメンキス! そのままあなたにゴックンを命じてくるスペル魔女たち（4月22日、ナチュラルハイ）
- 【囁き淫語 & 舐め特化VR】 16人完全撮りおろし（5月19日、こあらVR）
- 射精管理巨乳女医と激甘イクイクナースの相互責めにより射精神経の乱れが完全に整う入院生活 水卜麻衣奈 塚田詩織（5月20日、CASANOVA）
- 元カノとはキス禁止ハメOKなセフレ関係なのだがハメてる最中にたまらずベロキスしたら向こうもまだ好きだったみたいで激しく求め合う接吻しまくりセックスで仲直りした 水卜麻衣奈（11月30日、アリスJAPAN）

### アダルト配信
- 舞奈（7月11日、ハメ撮り大作戦）
- まいな（7月14日、バイトちゃん）
- まいな (dsrt001)（9月1日、℃素人）
- まいなさん (oretd355)（9月28日、俺の素人）
- あや（9月28日、しろうとまんまん）
- かおり（10月26日、しろうとまんまん）

- まいな (orec284)（3月3日、俺の素人）
- まいなさん 2 (orec313)（4月30日、俺の素人）
- 【裏風俗】全国裏風俗紀行 in 関東近郊 友達の紹介で〇バイト始めた21歳のニート娘に中出しww　ロリッ子なおちゃん編（5月5日、黒船）
- 麻衣奈（6月21日、人妻空蝉橋）
- まいな (jcha013)（10月27日、みなみ工房）
- 香織 (ion023)（11月6日、ION イイ女を寝取りたい）
- 【プールナンパ × ゆいちゃん編】 イン〇タJD即ハメナンパw デカ尻泥酔パーティ娘を水着着衣でカップルハメハメ性交www（11月15日、黒船）
- まい（11月22日、ハメスタグラム）
- まいなん（12月13日、＃裏垢女子募集中）

- 都内某有名プールで中出しナンパ! 純粋そうな三つ編みっ子だけどお酒が大好きでエッチなことに興味津々ww 先輩と引き離して1人にしピンク色のロリマ〇コと形の良いお尻を堪能♪ まいな（1月29日、黒船）
- ち〇ぽが押し返されるほどのキツキツなおマ〇コに生チン挿入!!! かれん（8月26日、黒船）
- 呼ばれたら来ちゃう都合の良いセフレとのハメ撮り記録(・∀・)感度抜群な清楚系ビッチがパイパンマ〇コを痙攣させて何度も絶頂ww（9月21日、黒船）
- みかん（10月25日、いんすた）
- みかん 2（11月5日、いんすた）

- まいな（1月15日、黒影）
- まいな（4月16日、しろうとタイム）
- まいな (gjkz330)（5月1日、素人熟女図鑑）
- K区 M美ちゃん（5月19日、素人ムクムク）
- まいな（7月25日、G-AREA）
- まいな 2 (gjkz352)（9月1日、素人熟女図鑑）
- Maina（9月10日、ゾクゾクタイム）
- まいなさん (oretd899)（9月28日、俺の素人）
- 黒髪乙女の秘密P活中出し映像流出!! 彼ちん別腹で実益と趣味を兼ねた連続中出し2搾精で性欲解放の痙攣昇天!!（11月7日、ななせ）
- クラス1の美少女J○の感度抜群パイパンマ○コに2発中出し映像流出（11月13日、インディ）

- あつまれ! ツルツルおま●こ娘! 完全版 ～無防備で可愛らしいパイパンをみんなで鑑賞（1月23日、パラダイステレビ）
- 優等生の「まいな」に、全身をペロペロと舌でご奉仕させてみた いいなりM少女の育てかた 01 水卜麻衣奈（4月1日、アブノーマルカンパニーズ）
- まいな（4月27日、ZOOOthe100）
- 【素人】アイドル級P活女子_早漏マ○コ激ピスでイキ狂い中出しSEX（6月10日、れいわしろうと）
- 【個人撮影】二度見するほどの清純美女_金欠P活女子の敏感ボディに濃厚中出し（6月14日、れいわしろうと）
- まいな（6月17日、おっぱいちゃん）
- まいな 2（6月24日、おっぱいちゃん）
- マイナ（7月3日、いんすた）
- マイナ & ソラ（7月17日、いんすた）
- たった20分間2人っきりにしてみたら… 結果、3発抜かれてました 水卜麻衣奈（9月9日、ドリームチケット）
- 【中出し】厳選美少女にコスプレさせてオレの子を孕ませる!【ナ●ルル】 水卜麻衣奈（9月14日、スコッチ）
- 健全店で生殺されてアンアン言ってアピールしてたら… 水卜麻衣奈（9月26日、WAAPサロン）

- まいな (smuk133)（1月15日、素人ムクムク）
- まいな（2月20日、浮遊僧）
- まいまい (pcotta537)（2月21日、パコッター）
- まいまい 2 (pcotta562)（2月21日、パコッター）
- W001-A（3月6日、素人ムクムク-夢中-）
- まいなちゃん（3月19日、浮遊僧）
- W001-B（3月19日、素人ムクムク-夢中-）
- まいな (scute1363)（4月19日、S-Cute）
- まいな 2 (scute1364)（4月20日、S-Cute）
- まいな & つむぎ（5月3日、素人ペイペイ）
- きつねチア5人 (ちはる & まいな & つむぎ & みづき & みいろ)（5月3日、素人ペイペイ）
- まい（5月13日、ビニ本本舗）
- ちはる先生 & みづき先生 & みいろ先生 & まいな先生 & つむぎ先生（5月20日、俺の素人-Z-）
- MAINA (oreco426)（8月15日、俺の素人-Z-）
- Maina (oreco440)（8月25日、俺の素人-Z-）
- まいな (pwife961)（9月1日、P-WIFE）
- まいな 2 (pwife966)（9月1日、P-WIFE）
- あずにゃん & まいまい (oremo038)（10月12日、俺の素人-Z-）
- みとちゃん（10月19日、素人ホイホイsweet!）
- ゆり（11月3日、SNAP×SNAP）
- まいな（11月21日、破天荒）
- つむぎ（12月8日、ギャルすたグラム）

- MAINA (smus035)（1月1日、素人ムクムク-塩-）
- まいなちゃん（1月7日、シロウト速報）
- Yちゃん (orena001)（1月27日、俺の素人）

### 女性向けアダルト作品
- 誰かに盗られる前に 保志健斗 水卜麻衣奈（2022年9月9日、SILK LABO）

### イメージビデオ
- 新人18歳 ぽっちゃり笑顔なチアダン美○女デビュー（2019年8月23日、Rainbow eyes）※「土屋結衣」名義
- ギリグラ 極 kiwami（2020年1月16日、バグース）※「長門実里」名義
- 半径1mの彼女 -PRAIMAL- 水ト麻衣奈（2020年6月15日、株式会社369）※BD版のみ発売。
- Fetish Time 水卜麻衣奈（2021年8月26日、スパークビジョン）
- どうしたって抗えない!! 天然無邪気な誘惑痴女!! 水卜麻衣奈（2023年8月30日、オルスタックソフト販売）
- びんびん性教育指導 教師と生徒の不純異性交遊 水卜麻衣奈（2023年10月27日、オルスタックソフト販売）

## 書籍・出版物

### デジタル写真集
- 【個人撮影・オリジナル】水卜麻衣奈イメージ・ヌード写真 amature shooting Maina miura（2018年12月7日、hgg、撮影：上杉シュウジ）
- LOVEPOP デラックス 水卜麻衣奈 001（2020年11月20日、PAD）
- LOVEPOP デラックス 水卜麻衣奈 002（2020年12月18日、PAD）
- 愛奴緊縛 伍 水卜麻衣奈（2021年4月30日、MoveOn、撮影：ダーティ工藤）
- まるみえHOTEL 水卜麻衣奈 1～7（2021年7月31日、QH映像）